# Kanton Rignac
Kanton Rignac (francouzsky Canton de Rignac) je francouzský kanton v departementu Aveyron v regionu Midi-Pyrénées. Tvoří ho osm obcí.

## Obce kantonu
- Anglars-Saint-Félix
- Auzits
- Belcastel
- Bournazel
- Escandolières
- Goutrens
- Mayran
- Rignac